# Morti nel 908
| Questa pagina contiene informazioni ricavate automaticamente dalle voci biografiche con l'ausilio del template Bio e di un bot. L'aggiornamento è periodico e automatico e ricostruisce completamente la pagina. Se manca una persona in questa lista, sei pregato di non aggiungerla, ma accertati piuttosto che la sua voce biografica contenga il template Bio e che i dati anagrafici siano correttamente compilati. Se il template Bio manca, inseriscilo tu stesso o, in alternativa, metti l'avviso {{tmp\|Bio}} che ne segnala la mancanza. Se i dati riportati sono sbagliati, correggi direttamente la voce biografica; le modifiche saranno visibili in questa lista entro pochi giorni. Per chiarimenti vedi il progetto biografie. La lista contiene solo le 7 persone che sono citate nell'enciclopedia e per le quali è stato implementato correttamente il template Bio. Pagina aggiornata al 10 feb 2025. |

- 3 agosto - Egino di Turingia, nobile tedesco
- 3 agosto - Rodolfo I di Würzburg, vescovo tedesco
- 3 agosto - Burcardo di Turingia, nobile tedesco
- 13 agosto - Al-Muktafi, arabo
- 13 settembre - Cormac mac Cuilennáin, vescovo irlandese
- 29 dicembre - Abd Allah ibn al-Mu'tazz, poeta arabo (n. 861)
- Remigio di Auxerre, monaco cristiano, teologo e filosofo francese (n. 841)